# Senior Group
ООО «Сениор Групп», Senior Group — российская частная компания, занимающаяся созданием и содержанием домов престарелых. Работает с 2007 года преимущественно в Подмосковье, по данным экспертов является крупнейшей организацией в России в данной области социального предпринимательства.

## История
Компания основана в 2007 году предпринимателем Николаем Кобляковым, выпускником Лондонской школы экономики и политических наук, который до этого в течение семи лет проживал в Париже. Темой его дипломного проекта было создание сети частных резиденций для пожилых людей, и в итоге он решил воплотить эту идею в жизнь: «Мы написали кучу бизнес-планов и разослали их по инвестиционным фондам». В качестве стартового капитала он занял у друзей 1 млн евро, арендовав на эти деньги санаторий в подмосковном посёлке Монино, а затем нашёл партнёра в лице негосударственного пенсионного фонда «Благосостояние», от которого получил ещё 2 млн евро.
Из-за нарушения контрактных обязательств (пропуска процентных выплат) в 2010 году Кобляков вынужден был передать созданный пансионат в собственность «Благосостояния», однако к тому времени он успел открыть ещё несколько пансионатов и продолжил заниматься этим бизнесом — со временем появились специализированные дома престарелых в подмосковных посёлках Дубки, Акулово, Лапино, Улиткино.
В 2011 году Кобляков решил перенести активность в страны Восточной Европы и продал компанию предпринимателю Алексею Сидневу, который стал новым генеральным директором, и ещё одному своему партнёру (сумма сделки не разглашается). Новые владельцы расширили сеть резиденций и обновили имеющуюся бизнес-модель созданием региональной франшизы — по тем же технологиям были открыты пансионаты в Кирове и Калининграде. В будущем компания намерена увеличивать количество домов престарелых, привлекать инвестиции от негосударственных пенсионных фондов и крупных иностранных игроков на этом рынке.
В 2014 году контрольный пакет акций компании приобрёл Европейский медицинский центр, вложив в проект около 600 млн рублей.

## Деятельность
Senior Group является действующим членом некоммерческого партнёрства содействия улучшению жизни пожилых людей «Мир старшего поколения». Цель партнерства — создание саморегулируемого института негосударственных поставщиков услуг для пожилых людей в РФ для достижения максимального качества и доступности услуг.
В основном клиентами компании являются родители обеспеченных людей, так, стоимость проживания в зависимости от типа оказываемых услуг по состоянию на 2012 год составляла от 55 до 90 тыс. рублей в месяц. Пансионы подразделяются по степени самостоятельности людей, предусмотрены отдельные корпуса для пожилых людей с нарушением памяти, старческой деменцией, в том числе страдающих болезнью Альцгеймера. Действуют программы профессионального восстановления и социальной реабилитации пожилых людей после инсульта, инфаркта, перелома шейки бедра и переломов конечностей. Все объекты оснащены специальным оборудованием, лифтами-подъёмниками, средствами малой инвалидной техники, функциональными кроватями, поручнями, которые создают безопасную среду для пожилых людей с ограниченной мобильностью.